# Майкл Йорк
Майкл Йорк (англ. Michael York; нар. 27 березня 1942) — британський актор.

## Біографія
Майкл Йорк народився 27 березня 1942 року в селі Фулмер, графство Бакінгемшир, Англія. Закінчив Університетський коледж в Оксфорді в 1964 році, навчався в Національному молодіжному театрі. Його акторська кар'єра почалася на лондонській сцені в постановці Франко Дзефіреллі «Багато галасу з нічого» 1965 року. У 1967 році Йорк дебютував у кіно, у фільмі цього ж режисера «Приборкання норовливої» (1967). Як кіноактор Майкл відомий перш за все ролями у фільмах «Кабаре» (1972) за участю Лайзи Мінеллі, «Убивство у „Східному експресі“» (1974), «Три мушкетери» (1974), «Втеча Логана» (1976), «Острів доктора Моро» (1977), «Остін Паверс: Міжнародна людина-загадка» (1997).

## Фільмографія
| Рік       |    | Українська назва                         | Оригінальна назва                                 | Роль                                      |
| --------- | -- | ---------------------------------------- | ------------------------------------------------- | ----------------------------------------- |
| 1964      | с  | Арешт і судовий розгляд                  | Arrest and Trial                                  | Піт Бакалян                               |
| 1968      | с  | Ігри по середах                          | The Wednesday Play                                | Роджер Порлок                             |
| 1968      | ф  | Ромео і Джульєтта                        | Romeo and Juliet                                  | Тибальд                                   |
| 1972      | ф  | Кабаре                                   | Cabaret                                           | Браян Робертс                             |
| 1973      | ф  | Три мушкетери                            | The Three Musketeers                              | Д'Артаньян                                |
| 1974      | ф  | Чотири мушкетери                         | The Four Musketeers                               | Д'Артаньян                                |
| 1974      | ф  | Убивство у «Східному експресі»           | Murder on the Orient Express                      | граф Рудольф Андреній                     |
| 1976      | ф  | Втеча Логана                             | Logan's Run                                       | Логан                                     |
| 1977      | тф | Ісус з Назарету                          | Jesus of Nazareth                                 | Іоан                                      |
| 1977      | ф  | Острів доктора Моро                      | The Island of Dr. Moreau                          | Ендрю Браддок                             |
| 1979      | тф | Людина на ім'я Безстрашний               | A Man Called Intrepid                             | Еван Міхаеліан                            |
| 1981      | ф  | Білі леви                                | The White Lions                                   | Кріс Макбрайт                             |
| 1982      | тф | Сутінковий театр                         | Twilight Theater                                  |                                           |
| 1985      | тф | Космос                                   | Space                                             | Дітер Колфф                               |
| 1986      | с  | Розповіді й легенди долини               | Tall Tales & Legends                              | Понсе де Леон                             |
| 1987—1988 | с  | Тиха пристань                            | Knots Landing                                     | Чарльз Скотт                              |
| 1987      | ф  | Космічні яйця                            | Spaceballs                                        | Ape 1                                     |
| 1988      | ф  | Привид смерті                            | Un delitto poco comune                            | Роберт Домінічі                           |
| 1989      | ф  | Повернення мушкетерів                    | The Return of the Musketeers                      | Д'Артаньян                                |
| 1989      | тф | Леді та розбійник                        | The Lady and the Highwayman                       | Король Чарльз II                          |
| 1989      | тф | Коли ми зустрінемося знову               | Till We Meet Again                                | Поль де Лансель                           |
| 1991      | с  | Дорога в Ейвонлі                         | Road to Avonlea                                   | Езекіль Крейн                             |
| 1992      | мс | Легенда про принца Валіанта              | The Legend of Prince Valiant                      | Оуен                                      |
| 1992—1993 | мс | Бетмен: Анімаційні серії                 | Batman: The Animated Series                       | доктор Монтегю Кейн / граф Вернер Вертіго |
| 1995      | мс | Чарівний шкільний автобус                | The Magic School Bus                              | Гаррі Герп                                |
| 1995      | с  | Гола правда                              | The Naked Truth                                   | Ліланд Бенкс                              |
| 1995      | ф  | Пригоди янкі при дворі короля Артура     | A Young Connecticut Yankee in King Arthur's Court | Мерлін                                    |
| 1996      | тф | Вересень                                 | September                                         | Едмунд                                    |
| 1996      | тф | Кільце                                   | The Ring                                          | Вальмар фон Готтгард                      |
| 1996      | с  | Вавилон 5                                | Babylon 5                                         | Девід Артур Макінтайр                     |
| 1996      | мс | Пригоди з книги чеснот                   | Adventures from the Book of Virtues               | Андроклес / Священик                      |
| 1997      | мс | Супермен                                 | Superman                                          | Канто                                     |
| 1997      | с  | Вир світів                               | Sliders                                           | доктор Варгас                             |
| 1997      | тф | Справжня жінка                           | True Women                                        | Льюіс Лоуші                               |
| 1997      | ф  | Остін Паверс: Міжнародна людина-загадка  | Austin Powers: International Man of Mystery       | Бейзіл                                    |
| 1997      | ф  | Темна планета                            | Dark Planet                                       | капітан Вінтер                            |
| 1998      | ф  | Продавці Венери                          | Merchants of Venus                                | Алекс Джейкофф                            |
| 1998      | ф  | Помилково звинувачений                   | Wrongfully Accused                                | Гіббінг Гудх'ю                            |
| 1998      | ф  | Студія 54                                | 54                                                | Амбассадор                                |
| 1998      | ф  | Насолода                                 | The Treat                                         | Саймон                                    |
| 1998      | с  | Пістолет мерця                           | Dead Man's Gun                                    | різні ролі                                |
| 1998      | тф | Лицар Камелота                           | A Knight in Camelot                               | Король Артур                              |
| 1998      | вг | Tex Murphy: Overseer                     | Tex Murphy: Overseer                              | Джей Сент-Гідеон                          |
| 1998      | вг | Die by the Sword                         | Die by the Sword                                  | інструктор                                |
| 1999      | ф  | Остін Паверс: Шпигун, який мене спокусив | Austin Powers: The Spy Who Shagged Me             | Бейзіл                                    |
| 1999      | ф  | Код «Омега»                              | The Omega Code                                    | Стоун Александр                           |
| 1999      | ф  | Привид пекельного будинку                | The Haunting of Hell House                        | професор Емброуз                          |
| 2001      | с  | Майданчик                                | The Lot                                           | Колін Ром                                 |
| 2001      | ф  | Вічна битва                              | Megiddo: The Omega Code 2                         | Стоун Александр                           |
| 2002      | ф  | Остін Паверс: Ґолдмембер                 | Austin Powers in Goldmember                       | Бейзіл                                    |
| 2002      | вг | Superman: Shadow of Apokolips            | Superman: Shadow of Apokolips                     | Канто                                     |
| 2002      | с  | Діти свободи                             | Liberty's Kids: Est. 1776                         | адмірал Лорд Гові                         |
| 2002      | с  | Клініка Сан-Франциско                    | Presidio Med                                      |                                           |
| 2002      | с  | Стримай свій ентузіазм                   | Curb Your Enthusiasm                              | Майкл Йорк                                |
| 2003—2004 | с  | Дівчата Гілмор                           | Gilmore Girls                                     | Ашер Флемінг                              |
| 2004      | тф | Жінка-мушкетер                           | La Femme Musketeer                                | Д'Артаньян                                |
| 2004      | ф  | Московська спека                         | Moscow Heat                                       | Роджер Чемберс                            |
| 2004      | мс | Ліга Справедливості                      | Justice League                                    | Арес / містер Сера                        |
| 2005      | мс | Непереможна команда супер-мавпочок       | Super Robot Monkey Team Hyperforce Go!            | Майстер Зан                               |
| 2005      | тф | Ікона                                    | Icon                                              | сер Найджел Ірвін                         |
| 2006      | вг | Scarface: The World Is Yours             | Scarface: The World Is Yours                      | Джеррі                                    |
| 2006      | с  | Закон і порядок: Злочинний намір         | Law & Order: Criminal Intent                      | Бернар Фрімонт                            |
| 2007      | мс | На заміну                                | The Replacements                                  | агенд Джи                                 |
| 2008      | мс | Бен 10: Інопланетна сила                 | Ben 10: Alien Force                               | Патрік                                    |
| 2009      | мс | Зоряні війни. Війни клонів               | Star Wars: The Clone Wars                         | доктор Нуво Вінді                         |
| 2010      | мс | Гріфіни                                  | Family Guy                                        | спікер                                    |
| 2010      | с  | Як я познайомився з вашою мамою          | How I Met Your Mother                             | Джефферсон ван Смут                       |
| 2010      | ф  | Правосуддя вовків                        | рос. Правосудие волков                            | Ніколаес Йонгелінк                        |
| 2011      | ф  | Млин і хрест                             | пол. Młyn i krzyż                                 | Ніколаес Йонгелінк                        |
| 2012      | в  |                                          | Flatland 2: Sphereland                            | Сферій                                    |
| 2011      | ф  | Спляча красуня                           | Sleeping Beauty                                   | оповідач (голос)                          |
| 2006—2017 | мс | Сімпсони                                 | The Simpsons                                      | Мейсон Фейрбенкс                          |